# Kai Lehtinen
Kai Antero Lehtinen (* 31. Juli 1958 in Kerava) ist ein finnischer Schauspieler.

## Leben
Kai Lehtinen absolvierte sein Schauspielstudium 1987 an der Theaterakademie Helsinki. Zu seinen Dozenten zählte unter anderem der Theaterregisseur Jouko Turkka. Anschließend war er mehrere Jahre als Theaterschauspieler an unterschiedlichen Theatern in Helsinki, Espoo und Tampere tätig.
Bereits während seiner Studienzeit war er in kleineren Nebenrollen in unterschiedlichen Fernsehproduktionen tätig. Seinen großen Durchbruch hatte er mit der titelgebenden Rolle des Raid in der gleichnamigen Fernsehserie Raid, die er in zwölf Folgen im Jahr 2000 verkörperte, und später erneut 2003 im gleichnamigen Fernsehfilm. Insgesamt wirkte er in über 70 Film- und Fernsehprojekten mit. So war er unter anderem in Filmen wie Ambush 1941 – Spähtrupp in die Hölle und Heavy Trip zu sehen. Für seine Darstellung des Arvo Koskinen in dem von Taru Mäkelä inszenierten Kriegsfilm Pikkusisar wurde er im Jahr 2000 als Bester Hauptdarsteller für einen Jussi nominiert.
Seit 2002 ist Lehtinen verheiratet. Mit seiner Frau hat er sechs gemeinsame Kinder und lebt in Karjalohja. Sein 18-jähriger Sohn kam 2007 bei einem Brand ums Leben.

## Filmografie
- 1999: Ambush 1941 – Spähtrupp in die Hölle (Rukajärven tie)
- 1999: Pikkusisar
- 2000: Raid (Fernsehserie, 12 Folgen)
- 2003: Raid
- 2010: White as Snow – Wie weit würdest du gehen? (Blanc comme neige)
- 2018: Heavy Trip (Hevi reissu)